# Terdeghem
Terdeghem är en kommun i departementet Nord i regionen Hauts-de-France i norra Frankrike. Kommunen ligger i kantonen Steenvoorde som tillhör arrondissementet Dunkerque. År 2022 hade Terdeghem 518 invånare.

## Befolkningsutveckling
Antalet invånare i kommunen Terdeghem
| Referens: INSEE |